# Pterodroma macroptera
Il petrello aligrandi (Pterodroma macroptera (A.Smith , 1840)) è un uccello marino della famiglia Procellariidae.